# Бабанський Юрій Костянтинович
Юрій Костянтинович Бабанський (7 січня 1927, с. Первомайське Ростовської обл. Російської РРФСР — 9 серпня 1987, Москва) — радянський педагог, академік АПН СРСР (1974).

## Біографія
Після закінчення фізико-математичного факультету Ростовського педагогічного інституту у 1949 році Юрій Бабанський вів там само курси педагогіки, методики викладання фізики. З 1958 по 1969 рік працював на посаді проректора Ростовського державного педагогічного інституту.
У 1975 році ректор Юрій Бабанський призначений ректором Інституту підготовки кадрів (ІПК) викладачів педагогічних дисциплін при Академії педагогічних наук СРСР.
26 лютого 1971 року обраний членом-кореспондентом, а 4 березня 1974 року — дійсним членом Академії педагогічних наук СРСР. З 1976 року Юрій Бабанський — академік-секретар відділення теорії та історії педагогіки АПН СРСР, а з 1979 року — віце-президент АПН СРСР.

## Наукова діяльність
Юрій Бабанський розробив теорію оптимізації навчання як науково обґрунтованого вибору і здійснення варіанта процесу навчання, який розглядався з точки зору успішності вирішення завдань і розвитку, освіти і виховання учнів. Оптимізацію він інтерпретував як один з аспектів загальної теорії наукової організації педагогічної праці. Запропонував систему конкретних рекомендацій щодо вибору ефективних форм та методів попередження неуспішності і другорічності, засновану на всебічному вивченні причин невдач школярів.

## Наукові праці
- Методы обучения в современной общеобразовательной школе. — Ташкент: Укитувчи, 1990. — 229,[1] с.; 22 см — (Б-ка учителя по общ. пробл. теории обучения и воспитания).; ISBN 5-645-00653-4 (рос.)
- Избранные педагогические труды. — М., 1989. (рос.)
- Оптимизация процесса обучения. Общедидактический аспект. — М., 1977. (рос.)
- Оптимизация учебно-воспитательного процесса. Методические основы. — М., 1982. (рос.)
- Оптимизация педагогического процесса. (В вопросах и ответах). — К. (соавт.). (рос.)
- Рациональная организация учебной деятельности. — М. : Знание, 1981. — 96 с. : ил. (рос.)

## Про нього
- Чоботарь А., Не пора ли перечитать Бабанского? // Народное образование. — 1991. — № 2.